# Gemeinde Šentrupert

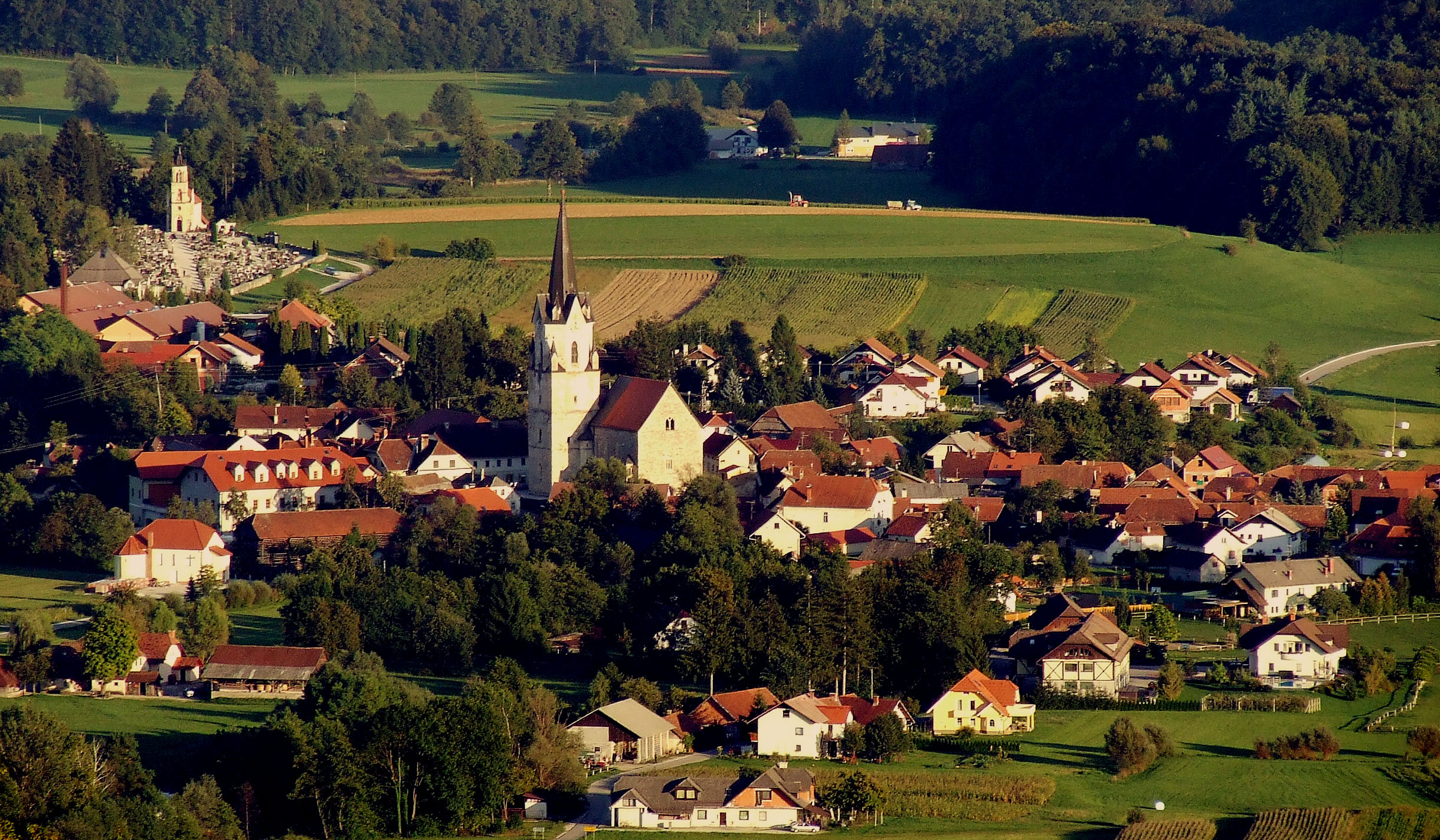
Blick auf Šentrupert

Die Gemeinde Šentrupert (deutsch: Sankt Ruprecht, auch Sankt Rupert) ist eine Gemeinde in der Region Dolenjska (Unterkrain) in Slowenien. Sie ist benannt nach ihrem Hauptort Šentrupert.

## Geschichte
Besiedelt war die Gegend um Šentrupert seit frühester Zeit, wie archäologische Ausgrabungen zeigen. Gefunden wurden Spuren aus der Hallstattzeit.
Am 14. Juni 2006 trennte sich Šentrupert von der Gemeinde Trebnje und bildet seither eine eigene Kommune.

## Sehenswürdigkeiten

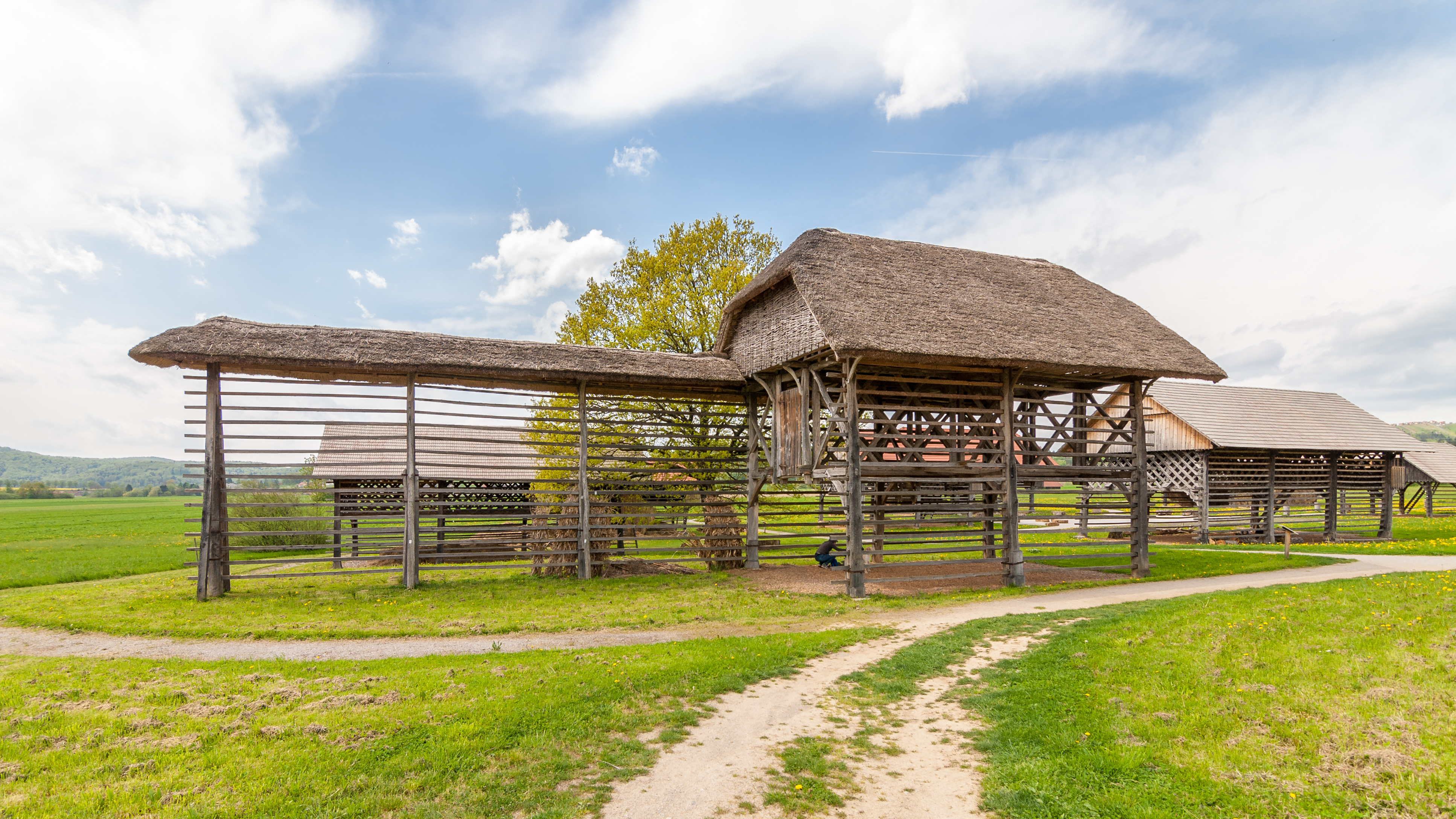
Heuraufen-Museum

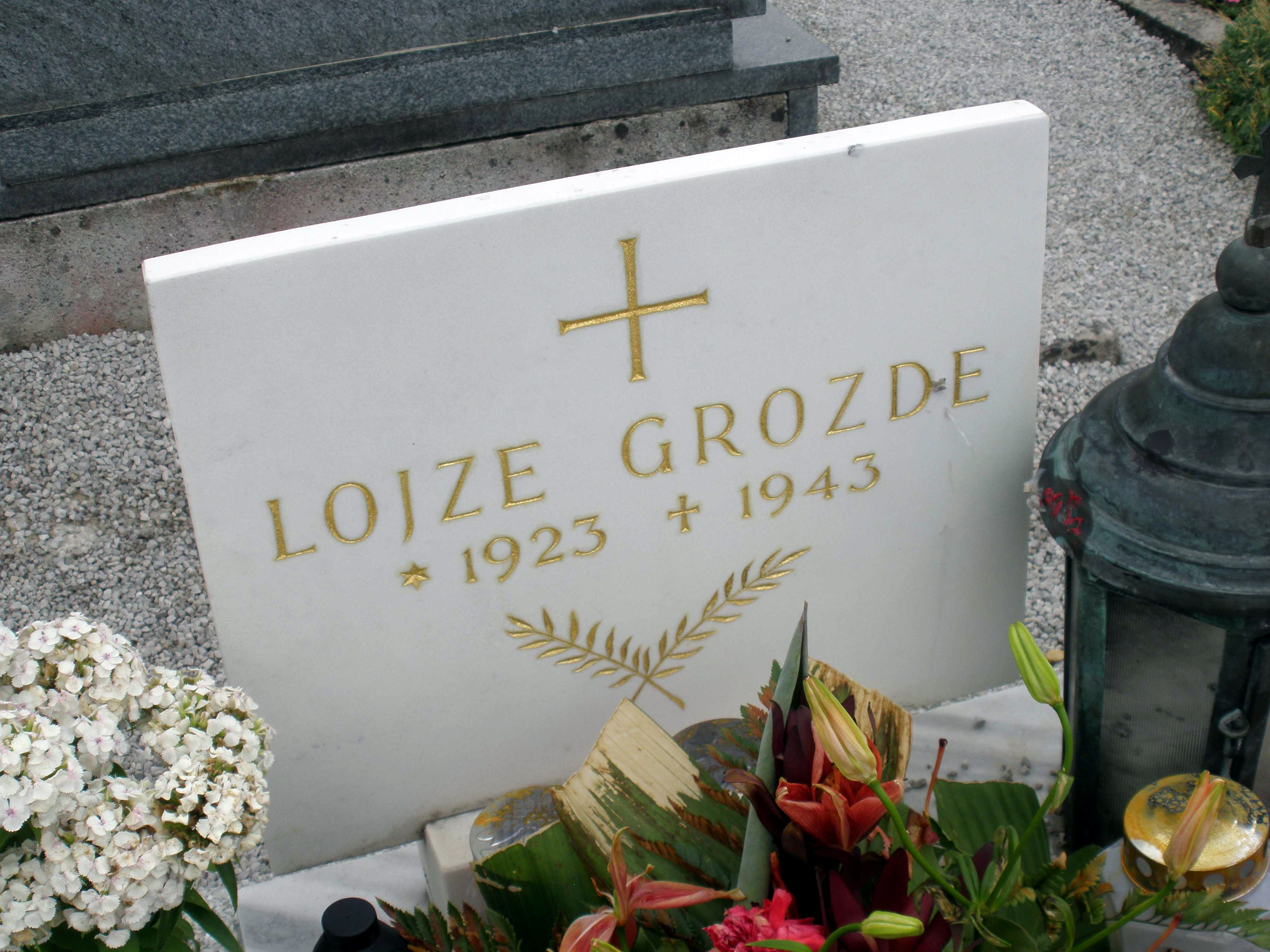
Grab von Lojze Grozde

- Die gotische Kirche St. Rupert in Šentrupert ist Rupert von Salzburg geweiht und wurde etwa um das Jahr 1450 erbaut.[3]
- Auf dem Friedhof der Gemeinde ist der 1943 ermordete katholische Priester und Dichter Lojze Grozde bestattet.
- In Šentrupert liegt das Freilichtmuseum für Heuraufen Land der Heuraufen.[4]

## Lage und Einwohner
In der aus 25 Ortschaften und Weilern bestehenden Gesamtgemeinde leben fast 2900 Menschen. Die Gemeinde liegt nordwestlich von Novo mesto.
Die Region wird vom Fluss Mirna, einem Nebenfluss der Save, durchquert. Durch das Gebiet der Gemeinde fließt weiterhin die Bistrica, einer der Hauptzuflüsse der Mirna.

## Orte und Siedlungen der Gemeinde
| - Bistrica, (dt. Feistritz bei Sankt Rupert) - Brinje, (dt. Bründl) - Dolenje Jesenice, (dt. Unterjassenitz) - Draga pri Šentrupertu, (dt. Draga bei Sankt Rupert) - Gorenje Jesenice, (dt. Oberjassenitz) | - Hom, (dt. Hom) - Hrastno, (dt. Aich) - Kamnje, (dt. Steindorf, auch Steinach) - Kostanjevica, (dt. Kästendorf) - Mali Cirnik pri Šentjanžu, (dt. Klein Zirnig) | - Okrog, (dt. Sankt Barbara) - Prelesje, (dt. Prellesnigg) - Ravne nad Šentrupertom, (dt. Raunach, auch Raun) - Rakovnik pri Šentrupertu, (dt. Krebsenbach) - Ravnik, (dt. Raunitz bei Sankt Rupert) | - Roženberk, (dt. Rosenberg) - Slovenska vas, (dt. Deutschendorf bei Wazenberg) - Straža, (dt. Wazenberg bei Sankt Rupert) - Šentrupert, (dt. Sankt Rupert) - Škrljevo, (dt. Schloss Grailach) | - Trstenik, (dt. Terstenig bei Sankt Rupert ) - Vesela Gora, (dt. Freudenberg) - Vrh, (dt. Berg, auch Werch bei Sankt Rupert) - Zabukovje, (dt. Buch) - Zaloka, (dt. Sallach) |

## Nachbargemeinden
| Litija | Litija, Sevnica                             | Sevnica           |
| Litija | Kompassrose, die auf Nachbargemeinden zeigt | Sevnica           |
| Mirna  | Mirna, Mokronog-Trebelno                    | Mokronog-Trebelno |